# Parti des Verts de Papouasie-Nouvelle-Guinée
Le Parti des Verts de Papouasie-Nouvelle-Guinée (en anglais, Papua New Guinea Greens Party ou PNG Greens) est un parti politique écologiste papou-néo-guinéen.

## Histoire
Fondé en 2001, le parti présente sans succès des candidats aux élections législatives de 2002, de 2007, de 2012 et de 2017,. Dirigé par Dorothy Tekwie, le parti présente vingt-cinq candidats, dont dix femmes, aux élections de 2012,, mais aucun n'est élu. 
Le parti obtient son premier député début 2021 lorsque Richard Masere quitte le Parti pour notre développement et rejoint le Parti des Verts,. Richard Masere est réélu député, cette fois avec l'étiquette des Verts et dans la nouvelle circonscription électorale de Popondetta, aux élections de 2022.

## Principes
La constitution du parti définit ses valeurs et ses objectifs comme étant l'écologie, la démocratie participative, la justice sociale, la non-violence, le développement durable, et le respect de la diversité culturelle et religieuse ainsi que la promotion de l'égalité des sexes.